# Numa Numa
Gary Brolsma (Saddle Brook, 14 de janeiro de 1986), também conhecido como The Numa Numa Guy, ganhou atenção mundial após postar na Internet, em dezembro de 2004, um vídeo gravado em sua webcam na qual ele imita "Dragostea din tei" da banda de Pop music O-Zone.

## Repercussão
Após tornar-se um fenômeno da Internet visto por milhões de pessoas, o sucesso lhe rendeu reportagens no New York Times e apresentações em diversas emissoras de TV, como a ABC, NBC e VH1, mídias nas quais ficou conhecido como Numa Numa, por causa do verso da música. Brolsma chegou a ser retratado num episódio do desenho animado South Park, e até mesmo o ator Elijah Wood, o Frodo de O Senhor dos Anéis o imitou em vídeo também disponibilizado na internet.
A respeito do vídeo, Massimo Canevacci, professor de antropologia cultural da Universidade de Roma, afirmou que "quem se expõe na rede é movido por um instinto não narcisista, mas criativo" (...) "Quer reelaborar algo que viu, ouviu ou leu. A internet é uma mídia de mão dupla, em que somos observadores e realizadores ao mesmo tempo".

## Álbum
Brolsma inicialmente evitou a atenção, mas retornou com uma banda e um novo vídeo, New Numa no verão de 2006 e começou a dar entrevistas. O vídeo "Numa Numa" foi diversas vezes listados em publicações sobre o mundo virtual como um dos mais acessados, notórios e engraçados da internet, fato que lhe rendeu a possibilidade de gravar um CD no ano de 2008, intitulado Weird Tempo (2008).